# Cremnops marshi
Cremnops marshi är en stekelart som beskrevs av Berta 1998. Cremnops marshi ingår i släktet Cremnops och familjen bracksteklar. Inga underarter finns listade i Catalogue of Life.